# Numero poligonale centrato
I numeri centrati sono una classe di numeri poligonali che rappresentano poligoni costruiti attorno a un punto centrale.
Queste serie sono:
- i numeri triangolari centrati: 1, 4, 10, 19, 31, ...
- i numeri quadrati centrati: 1, 5, 13, 25, 41, ...
- i numeri pentagonali centrati: 1, 6, 16, 31, 51, ...
- i numeri esagonali centrati: 1, 7, 19, 37, 61,...
- eccetera...

La formula generale dell'{\displaystyle n}-esimo numero {\displaystyle l}-gonale centrato è:
{\displaystyle {ln^{2}-ln+2} \over 2,}
o anche:
{\displaystyle 1+lT_{n-1},}
dove:
{\displaystyle T_{n}={\frac {n(n+1)}{2}},}
è l'{\displaystyle n}-esimo numero triangolare.
Mentre un numero primo non può mai essere un numero poligonale regolare (escluso il secondo numero {\displaystyle p}-gonale), i primi capitano abbastanza spesso nelle sequenze dei numeri poligonali centrati.